# Общество Справедливости Америки
Общество справедливости Америки (англ. Justice Society of America, или JSA) — команда супергероев, действующая в комиксах DC Comics, самая первая команда супергероев в истории комиксов. Задумана редактором Шелдоном Мэйером и сценаристом Гарднером Фоксом, впервые Общество справедливости появилось в All Star Comics № 3 (зима 1940 года).
В отличие от последующих «всезвёздных» (англ. all-star) команд JSA была ограничена героями, не имеющими своих собственных серий, таким образом издатель хотел показать читателю менее известных персонажей. Поэтому Супермен и Бэтмен были лишь почётными участниками, а Флэш и Зелёный Фонарь появлялись лишь ненадолго, перестав появляться, когда у каждого появилась своя серия. В 1944 году политика компании изменилась, что позволило им вернуться в команду. Другими известными участниками команды являются Человек-ястреб, Спектр, Доктор Фэйт и Атом.

## История публикаций

### Justice Society of America (том 3) (2006—2011 год)
6 декабря 2006 года новая серия была запущена креативной командой, состоящей из Джеффа Джонса (сценарист), Дейл Иглшэм (карандаши) и Алексом Россом (художник по обложке). Согласно интервью в Newsarama Алекс Росс также обладает «почётным» званием «креативного советника».
Начало новой серии показывает ветеранов Общества (Флэша, Зелёного Фонаря и Дикого Кота) набирающими новое поколение супергероев, чтобы тренировать их. Продолжая основную тему предыдущей серии JSA, эта серия фокусируется на обязанностях команды присматривать за супергероическим наследием.
В этой серии, так же как и в предыдущих, были кроссоверы с серией Justice League of America, начиная с «The Lightning Saga» в JLA (том 4) № 8—10 и JSA № 5—6 (эпилог в выпуске № 7).
В Justice Society of America № 1 (сентябрь 2008 года) показана команда Общество справедливости Бесконечность (англ. Justice Society Infinity), аналогичная подобной команде после-Кризисной Земли-2. Большую часть текущих членов Общества справедливости Бесконечность представляют члены исходного Общества справедливости Земли-2, такие как Атом (Эл Пратт) и Робин (Дик Грейсон), но также в команду включены персонажи, обычно ассоциирующиеся с Infinity, Inc., такие как Джейд и Нуклон (Альберт Ротштейн).
Джефф Джонс покинул серию после выпуска № 26. В последующих выпусках его место заняли Джерри Ордуэй, Билл Виллингхем и Мэтт Стёрджес, официально ставшие сценаристами с выпуска № 29 в июле 2009 года.
Последний кроссовер Лиги и Общества справедливости был в выпусках Justice League of America № 44—48 и Justice Society of America № 41—42 в ходе события Светлейший день. Джеймс Робинсон, сценарист, помогавший перезапуску серии JSA в 1999 году, стал сценаристом кроссовера, а Марк Бэгли иллюстрировал. После кроссовера Робинсан написал финальный выпуск с художником Иисусом Мерино, в котором были разрешены проблемы отношений между Зелёным Фонарём и его сыном, Обсидианом. После сюжетной линии Светлейший день Марк Гуггенхайм стал новым сценаристом с выпуска № 44, а Скотт Колинз взял на себя обязанности Мерино. В течение первых нескольких выпусков Гуггенхайм представил много новых персонажей, таких как Синий Дьявол и Мэнхантер (Кейт Спенсер). В выпуске № 49 он расширил список членов Общества, вернув всех членов JSA All-Stars (кроме Магога, убитого в Justice League: Generation Lost, и Пауэр Гёрл, неофициально умершей в ходе той же серии), а также оригинальную Либерти Бель. В добавление к этому Гуггенхайм представил нового персонажа, названного Красный Жук (героиня, носящая гаджеты и костюм, похожий на Синего Жука Серебряного Века), а также привёл в серию Ри и Даркнайт, двух китайских супергероев, впервые появившихся в другой серии Гуггенхайма, Batman Confidentional.

### JSA All-Stars (том 2) (2009—2011)
В декабре 2009 года DC начало выпускать постоянную серию, озаглавленную JSA All-Stars (названную в честь ограниченной серии 2003 года). Серия сфокусирована на второй команде, сформированной после того, как Общество справедливости разделилось. Назвав себя «Всезвёздными» (англ. All-Stars), группа включала новых, более молодых участников Общества справедливости. Список включал Магога, Урона (англ. Damage), Пауэр Гёрл, Человека-часа, Атом-смэшера (англ. Atom Smasher), Песочного человека, Старгёрл, Томкота и многих других.
DC подтвердила отмену серии в феврале 2011 года, последним выпуском стал № 18. Серия была отменена из-за события Flashpoint, выпущенного летом 2011 года. Из-за отмены серии сценарист Марк Гуггенхайм включил всех персонажей «All-Stars» (за исключением Пауэр Гёрл и Магога) обратно в Общество справедливости в выпуске № 49 серии Justice Society of America.

### The New 52

#### Земля-2 иWorlds’ Finest(2012-)
С обновлением вселенной DC Comics в сентябре 2011 года Общество справедливости впервые с 1999 года осталось без собственной серии комиксов. Вскоре, однако, DC Comics раскрыло свои планы на новый том комиксов «Justice Society of America», сценаристом которых стал Джеймс Робинсон, а художником — Никола Скотт. Действие будет происходить в новой версии Земли-2.
Однако больше информации не поступало от DC до 12 января 2012 года, когда были заявлены две постоянные серии: серия Робинсона/Скотта (теперь озаглавленная как «Earth 2» или «Earth Two») и «Worlds’ Finest», которая будет строиться вокруг Охотницы и Пауэр Гёрл с Земли-2, оказавшихся на основной Земле DC. «Worlds’ Finest» будет писаться Полом Левитцем с иллюстрациями Джорджа Переса и Кевина Магуайра. Левитц рассказал, что эти версии Охотницы и Пауэр Гёрл являются теми, что появлялись в мини-сериях Huntress (написанных также Левитцом) и ежемесячной серии «Mister Terrific» соответственно.
Джеймс Робинсон подтвердил, что команда теперь будет называться просто Общество справедливости (вместо Общества справедливости Америки или JSA), что будет отражать глобальную важность команды для Земли-2.

## Вне комиксов

### Телевидение
- В двухсерийном эпизоде «Легенды» мультсериала «Лига справедливости» отдаётся дань уважения Обществу справедливости — упоминается команда вымышленных супергероев, действующих в идеальном мире.
- Многие участники Общества справедливости были показаны в «Justice League Unlimited», каждый в одной или нескольких сериях.
- Несколько участников Общества справедливости появлялись несколько раз в «Batman: The Brave and the Bold», включая Флэша, Дикого Кота и Доктора Фэйта.
- Общество справедливости Америки было описано и частично показано в девятом сезоне сериала «Тайны Смолвиля», в двухсерийном эпизоде «Абсолютная справедливость». Большинство участников лишь упоминается или появляется мельком, однако Человек-ястреб, Доктор Фэйт и Старгёрл являются одними из основных персонажей.[18] В этой серии погибают Песочный человек, Стармен и Доктор Фэйт. После этого в шоу в качестве гостей появлялись Человек-ястреб и Старгёрл. Человек-ястреб погибает от рук Слейда Уилсона в серии «Патриот», но перерождается благодаря проклятию.
- Несколько участников Общества справедливости появляется в мультсериале «Юная Лига справедливости». Согласно задумке создателей шоу, большинство изначальных участников Общества либо мертвы, либо в отставке.
- В сериале «Легенды завтрашнего дня» в 16 серии упоминалось Общество справедливости Америки путешественником во времени, прибывшим в конце серии на Волнолёте. В конце первой серии второго сезона Общество справедливости Америки появляется перед «легендами». Также 2 серия 2 сезона полностью посвящена ей.
- В начале сериала «Старгёрл», Общество справедливости Америки почти полностью истреблено Обществом несправедливости. В живых остаются только Часовщик и помощник Стармена Пат, которому Стармен перед смертью передаёт свой посох и просит его найти ему достойного владельца. Десять лет спустя, падчерица Пата Кортни обнаруживает посох в подвале дома и успешно активирует его силу. Она становится Старгёрл, тогда как Пат становится её помощником (только теперь в самодельном экзоскелете).

### Фильмы
- Общество справедливости появилось в открывающих титрах мультфильма 2008 года «Justice League: The New Frontier». В этой истории Человек-час был убит и Общество ушло в отставку. Тед Грант оставил виджилантизм, но по-прежнему является профессиональным боксёром.
- Общество справедливости появилось в фильме «Чёрный Адам» 2022 года. Его членами являлись Человек-Ястреб, Доктор Фейт, Циклон и Атом Крушитель.
- Общество справедливости появилось в сцене после титров, в фильме «Шазам! Ярость богов» (2023)

## Награды
Общество справедливости получило награду 1965 года Alley Award в номинации «Стрип или книга, наиболее желаемая для возрождения» (англ. Strip or Book Most Desired for Revival).

## Коллекционные издания
Выпуски Золотого века (All-Star Comics) были переизданы в твёрдой обложке под названием DC Archive Edition:
| Название                          | Содержащиеся выпуски   | Сценаристы Художники по карандашу | Дата публикации   | ISBN                |
| --------------------------------- | ---------------------- | --------------------------------- | ----------------- | ------------------- |
| All Star Comics Archives, Vol. 0  | All Star Comics #1-2   | Gardner Fox, et al.               | март 2006 года    | ISBN 978-1401207915 |
| All Star Comics Archives, Vol. 1  | All Star Comics #3-6   | Gardner Fox, et al.               | ноябрь 1997 года  | ISBN 978-1563890192 |
| All Star Comics Archives, Vol. 2  | All Star Comics #7-10  | Gardner Fox, et al.               | ноябрь 1997 года  | ISBN 978-0930289126 |
| All Star Comics Archives, Vol. 3  | All Star Comics #11-14 | Gardner Fox, et al.               | ноябрь 1997 года  | ISBN 978-1563893704 |
| All Star Comics Archives, Vol. 4  | All Star Comics #15-18 | Gardner Fox, et al.               | декабрь 1998 года | ISBN 978-1563894336 |
| All Star Comics Archives, Vol. 5  | All Star Comics #19-23 | Gardner Fox, et al.               | декабрь 1999 года | ISBN 978-1563894978 |
| All Star Comics Archives, Vol. 6  | All Star Comics #24-28 | Gardner Fox, et al.               | October 2000      | ISBN 978-1563896361 |
| All Star Comics Archives, Vol. 7  | All Star Comics #29-33 | Gardner Fox, et al.               | июль 2001 года    | ISBN 978-1563897207 |
| All Star Comics Archives, Vol. 8  | All Star Comics #34-38 | Gardner Fox, et al.               | август 2002 года  | ISBN 978-1563898129 |
| All Star Comics Archives, Vol. 9  | All Star Comics #39-43 | Gardner Fox, et al.               | август 2004 года  | ISBN 978-1401200015 |
| All Star Comics Archives, Vol. 10 | All Star Comics #44-49 | Gardner Fox, et al.               | август 2004 года  | ISBN 978-1401201593 |
| All Star Comics Archives, Vol. 11 | All Star Comics #50-57 | Gardner Fox, et al.               | март 2005 года    | ISBN 978-1401204037 |

Большая часть историй Серебряного и Бронзового века, изображавших ежегодные приключения Лиги справедливости и Общества справедливости, были переизданы в мягком издании:
| Название                                       | Содержащиеся выпуски | Сценаристы Художники по карандашу             | Дата публикации  | ISBN                |
| ---------------------------------------------- | --- | --------------------------------------------- | ---------------- | ------------------- |
| Crisis on Multiple Earths, Vol. 1              | Justice League of America Vol. 1 #21-22, #29-30, #37-38, #46-47                                                                             | Gardner Fox, et al.                           | август 2002 года | ISBN 978-1563898952 |
| Crisis on Multiple Earths, Vol. 2              | Justice League of America Vol. 1 #55-56, #64-65, #72-73, #83-84                                                                             | Gardner Fox, Denny O’Neil, et al.             | ноябрь 2003 года | ISBN 978-1401200039 |
| Crisis on Multiple Earths, Vol. 3              | Justice League of America Vol. 1 #91-92, #100-102, #107-108, #113                                                                           | Mike Friedrich, Len Wein, Dick Dillin, et al. | август 2004 года | ISBN 978-1401202316 |
| Crisis on Multiple Earths, Vol. 4              | Justice League of America Vol. 1 #122-124, #135-137, #147-148                                                                               | Dick Dillin, et al.                           | май 2006 года    | ISBN 978-1401209575 |
| Crisis on Multiple Earths, Vol. 5              | Justice League of America Vol. 1 #159-160, #171-172, #183-185                                                                               | Dick Dillin, et al.                           | апрель 2010 года | ISBN 978-1401226237 |
| Crisis on Multiple Earths: The Team-Ups Vol. 1 | The Flash Vol. 1 #123, #129, #137, #151; Green Lantern (vol. 2) #40; Showcase #55-56, The Brave and the Bold #61                            | Gardner Fox, et al.                           | январь 2006 года | ISBN 978-1401204709 |
| Crisis on Multiple Earths, The Team-Ups Vol. 2 | The Flash Vol. 1 #170, #173; Green Lantern (vol. 2) #45, #52; The Brave and the Bold #62; The Atom (vol. 2) #29, #36; The Spectre Vol. 1 #3 | Gardner Fox, et al.                           | март 2007 года   | ISBN 978-1401212285 |

Продолжение серии All Star Comics (1976—1978 годов) Бронзового века вместе с последующими приключениями Общества справедливости в Adventure Comics, а также со связанными специальными выпусками, были выпущены в коллекционных переизданиях в мягкой обложке:
| Название                  | Содержащиеся выпуски                              | Сценаристы Художники по карандашу   | Дата публикации   | ISBN                |
| ------------------------- | ------------------------------------------------- | ----------------------------------- | ----------------- | ------------------- |
| Justice Society: Volume 1 | All Star Comics #58-67; DC Special #29            | Gerry Conway, Paul Levitz           | август 2006 года  | ISBN 978-1401209704 |
| Justice Society: Volume 2 | All Star Comics #68-74; Adventure Comics #461-466 | Paul Levitz, Joe Staton, Bob Layton | февраль 2007 года | ISBN 978-1401211943 |

Сюжетная арка «Crisis Times Five» (1999 год) Лиги справедливости, в котором описывается первое объединение Лиги и Общества справедливости после Кризиса на Бесконечных Землях, была переиздана в мягкой обложке:
| Название             | Содержащиеся выпуски | Сценаристы Художники по карандашу | Дата публикации   | ISBN                |
| -------------------- | -------------------- | --------------------------------- | ----------------- | ------------------- |
| JLA: Justice for All | JLA #24-33           | Grant Morrison, Howard Porter     | декабрь 1999 года | ISBN 978-1563895111 |

Серия JSA (1999—2006 годов) была переиздана в следующих коллекционных выпусках:
| Том, № | Название            | Содержащиеся выпуски                | Сценаристы Художники по карандашу                      | Дата публикации    | ISBN                |
| ------ | ------------------- | ----------------------------------- | ------------------------------------------------------ | ------------------ | ------------------- |
| 1      | Justice Be Done     | JSA #1-5; JSA Secret Files #1       | James Robinson, David S. Goyer, Steve Sadowski         | апрель 2000 года   | ISBN 978-1563896200 |
| 2      | Darkness Falls      | JSA #6-15                           | David S. Goyer, Джефф Джонс, Steve Sadowski            | август 2002 года   | ISBN 978-1563897399 |
| 3      | Return of Hawkman   | JSA #16-25; JSA Secret Files #1     | David S. Goyer, Джефф Джонс, Steve Sadowski            | ноябрь 2002 года   | ISBN 978-1563899126 |
| 4      | Fair Play           | JSA #26-31; JSA Secret Files #2     | Джефф Джонс                                            | май 2003 года      | ISBN 978-1563899591 |
| 5      | Stealing Thunder    | JSA #32-38                          | Джефф Джонс, David S. Goyer, Leonard Kirk              | октябрь 2003 года  | ISBN 978-1563899942 |
| 6      | Savage Times        | JSA #39-45                          | Джефф Джонс, David S. Goyer                            | ноябрь 2004 года   | ISBN 978-1401202538 |
| 7      | Princes of Darkness | JSA #46-55                          | Джефф Джонс, David S. Goyer                            | март 2005 года     | ISBN 978-1401204693 |
| 8      | Black Reign         | JSA #56-58; Hawkman (vol. 4) #23-25 | Джефф Джонс, Don Kramer, Rags Morales                  | июль 2005 года     | ISBN 978-1401204808 |
| 9      | Lost                | JSA #59-67                          | Джефф Джонс                                            | сентябрь 2005 года | ISBN 978-1401207229 |
| 10     | Black Vengeance     | JSA #68-75                          | Джефф Джонс                                            | март 2006 года     | ISBN 978-1401209667 |
| 11     | Mixed Signals       | JSA #76-81                          | Джефф Джонс, Keith Champagne                           | сентябрь 2006 года | ISBN 978-1401209674 |
| 12     | Ghost Stories       | JSA #82-87                          | Paul Levitz, Rags Morales, George Pérez, Джерри Ордуэй | январь 2007 года   | ISBN 978-1401211967 |

Том 3 серии Justice Society of America был выпущен в коллекционном издании:
| Том, № | Название                                       | Содержащиеся выпуски | Сценаристы Художники по карандашу                                | Дата публикации                       | ISBN                                                                       |
| ------ | ---------------------------------------------- | --- | ---------------------------------------------------------------- | ------------------------------------- | -------------------------------------------------------------------------- |
| 1      | The Next Age                                   | Justice Society of America (vol. 3) #1-4 | Джефф Джонс, Dale Eaglesham, Art Thibert, Ruy Jose               | сентябрь 2007 года ноябрь 2008 года   | ISBN 978-1401214449 (твёрдая обложка) ISBN 978-1401215859 (мягкая обложка) |
| 2      | Justice League of America: The Lightning Saga  | Justice League of America (vol. 2) #0, 8-12; Justice Society of America (vol. 3) #5-6 | Brad Meltzer, Джефф Джонс, Shane Davis, Ed Benes, Dale Eaglesham | февраль 2008 года январь 2009 года    | ISBN 978-1401216528 (HC) ISBN 978-1401218690 (TPB)                         |
| 3      | Thy Kingdom Come, Part One                     | Justice Society of America (vol. 3) #7-12 | Джефф Джонс, Алекс Росс, et al.                                  | апрель 2008 года апрель 2009 года     | ISBN 978-1401216900 (HC) ISBN 978-1401217419 (TPB)                         |
| 4      | Thy Kingdom Come, Part Two                     | Justice Society of America (vol. 3) #13-18, Annual #1 | Джефф Джонс, Алекс Росс, et al.                                  | декабрь 2008 года ноябрь 2009 года    | ISBN 978-1401219147 (HC) ISBN 978-1401219468 (TPB)                         |
| 5      | Thy Kingdom Come, Part Three                   | Justice Society of America (vol. 3) #19-22; Justice Society Kingdom Come Special: Superman; Justice Society Kingdom Come Special: Magog; Justice Society Kingdom Come Special: The Kingdom | Джефф Джонс, Алекс Росс, et al.                                  | апрель 2009 года апрель 2010 года     | ISBN 978-1401221669 (HC) ISBN 978-1401221676 (TPB)                         |
| 6      | Black Adam and Isis                            | Justice Society of America (vol. 3) #23-28 | Джефф Джонс, Джерри Ордуэй, et al.                               | сентябрь 2009 года сентябрь 2010 года | ISBN 978-1401225308 (HC) ISBN 978-1401225315 (TPB)                         |
| 7      | The Bad Seed                                   | Justice Society of America (vol. 3) #29-33 | Bill Willingham, Matthew Sturges, Jesus Merino                   | май 2010 года                         | ISBN 978-1401227142 (TPB)                                                  |
| 8      | Axis of Evil                                   | Justice Society of America (vol. 3) #34-40 | Bill Willingham, Jesus Merino                                    | декабрь 2010 года                     | ISBN 978-1401229016 (TPB)                                                  |
| 9      | Justice League of America: The Dark Things     | Justice League of America (vol. 2) #44-48; Justice Society of America (vol. 3) #41-42 | James Robinson, Mark Bagley, Rob Hunter & Jesus Merino           | март 2011 года                        | ISBN 978-1401230111 (HC)                                                   |
| 10     | Super Town                                     | Justice Society of America (vol. 3) #44-49 | Mark Guggenheim, Scott Kollins & Mike Norton                     | сентябрь 2011 года                    | ISBN 978-1401232849 (TPB)                                                  |
| 11     | Monument Point                                 | Justice Society of America (vol. 3) #50-54, Annual #2 | Mark Guggenheim, Felipe Massafera                                | 21 февраля 2012 года                  | ISBN 978-1401233686 (TPB)                                                  |
| 12     | Justice League of America: The Rise of Eclipso | Justice Society of America (vol. 3) #43; Justice League of America (vol. 2) #54-60 | James Robinson, Brett Booth                                      | октябрь 2012 года                     | ISBN 978-1401234133 (TPB)                                                  |

Приключения новой команды Общества справедливости, JSA All-Stars, были переизданы в мягкой обложке:
| Название       | Содержащиеся выпуски          | Сценаристы Художники по карандашу    | Дата публикации   | ISBN                |
| -------------- | ----------------------------- | ------------------------------------ | ----------------- | ------------------- |
| Constellations | JSA All Stars (vol. 2) #1-6   | Matthew Sturges, Freddie Williams II | ноябрь 2010 года  | ISBN 978-1401229009 |
| Glory Days     | JSA All-Stars (vol. 2) #7-13  | Matthew Sturges, Freddie Williams II | май 2011 года     | ISBN 978-1401231576 |
| The Puzzle Men | JSA All-Stars (vol. 3) #14-18 | Matthew Sturges, TBD                 | декабрь 2011 года | ISBN 978-1401232979 |

Несколько мини-серий Общества справедливости, графические романы Elseworlds и некоторые выпуски Серебряного века были переизданы в мягкой обложке:
| Название                            | Содержащиеся выпуски | Сценаристы Художники по карандашу | Дата публикации    | ISBN                |
| ----------------------------------- | --- | --- | ------------------ | ------------------- |
| The Justice Society Returns         | All Star Comics (vol. 2) #1-2; Adventure Comics (vol. 2) #1; All-American Comics (vol. 2) #1; National Comics (vol. 2) #1; Sensation Comics (vol. 2) #1; Smash Comics (vol. 2) #1; Star Spangled Comics (vol. 2) #1; Thrilling Comics (vol. 2) #1; Golden Age Secret Files #1; JSA Secret Files #1 | David S. Goyer, James Robinson, Chuck Dixon, Джефф Джонс, Ron Marz                                                                                       | декабрь 2003 года  | ISBN 978-1401200909 |
| JSA: The Liberty Files (Elseworlds) | JSA: The Liberty File #1-2; JSA: The Unholy Three #1-2 | Dan Jolley, Tony Harris | апрель 2004 года   | ISBN 978-1401202033 |
| JSA All Stars                       | JSA All Stars (vol. 1) #1-8 | Various artists | июнь 2004 года     | ISBN 978-1401202194 |
| JSA: The Golden Age (Elseworlds)    | The Golden Age #1-4 | James Robinson, Paul Smith | июнь 2005 года     | ISBN 978-1401207113 |
| Power Girl                          | JSA #32, #39; JSA: Classified #1-4; Showcase #97-99; Secret Origins (vol. 2) #11 | Джефф Джонс, Paul Levitz, Amanda Conner, Joe Staton | июнь 2006 года     | ISBN 978-1401209681 |
| The Huntress: Darknight Daughter    | DC Super Stars #17; Batman Family #18-20; Wonder Woman (vol. 1) #271-287, #289-290, #294-295 | Paul Levitz, Joe Staton, Steve Mitchell, Bob Layton, Bruce Patterson, et al.                                                                             | декабрь 2006 года  | ISBN 978-1401209131 |
| JSA Classified: Honor Among Thieves | JSA: Classified #5-9 | Jen Van Meter, Peter J. Tomasi, Patrick Olliffe, Don Kramer                                                                                              | январь 2007 года   | ISBN 978-1401212186 |
| JSA Presents: Green Lantern         | Green Lantern: Brightest Day, Blackest Night (one-shot); JSA: Classified #25, #32-33 | Steven T. Seagle, Tony Bedard, Junior Thomas, John K. Snyder III, Dennis Calero, Staz Johnson, Mike Norton, Rodney Ramos, Jack Purcell, Allen Passalaqua | сентябрь 2008 года | ISBN 978-1401219727 |
| Doctor Mid-Nite                     | Doctor Mid-Nite #1-3 | Matt Wagner, John K. Snyder III | апрель 2009 года   | ISBN 978-1563896071 |
| JSA vs. Kobra                       | JSA vs. Kobra #1-6 | Eric Trautmann, Don Kramer (artist) | август 2010 года   | ISBN 978-1401227296 |